# Atatürk-Staudamm
Der Atatürk-Staudamm (türkisch Atatürk Barajı) am Euphrat ist der erste, wichtigste und größte der 22 Staudämme des Südostanatolien-Projektes (GAP) in der Türkei. Der nach Mustafa Kemal Atatürk benannte Stausee ist etwa 1,5-mal so groß wie der Bodensee. Die Talsperre ist nach dem Schüttvolumen des Staudamms die neuntgrößte der Welt, nach Speicherraum ist sie an 22. Stelle. Die Fertigstellung erfolgte 1992. Seit 1992 ist er in Betrieb.
Die Talsperre dient der Stromgewinnung sowie über zwei Tunnel bei Şanlıurfa der landwirtschaftlichen Bewässerung von 1,7 Mio. ha Land. Von dem Wasserkraftwerk wird knapp 10 % der elektrischen Energie der Türkei erzeugt.
Der Atatürk-Staudamm ist – wie alle neuen Talsperren – ein umstrittenes Bauwerk, weil er ökologische, ökonomische, kulturelle und politische Probleme mit sich brachte und bringt. Wichtige historische und archäologische Stätten wie z. B. die antike Metropole Samosata wurden durch ihn dauerhaft überflutet. Durch Erosion verschlammt der See immer mehr, da das Erdreich aus der umliegenden Landschaft in den Stausee gespült wird. 1998 beschloss deshalb die türkische Regierung, die Hänge um den Atatürk-Stausee herum aufzuforsten, eine Fläche von der Größe des Saarlands. Tausende von freiwilligen Studenten haben dabei das Seeufer mit Bäumen bepflanzt.
Die Türkei hat sich 1987 in einem Abkommen mit Syrien verpflichtet, mindestens 500 Kubikmeter Wasser pro Sekunde durch den Euphrat abfließen zu lassen.

## Überflutete Ortschaften
Der Stausee bedeckt einige hundert Weiler und Dörfer. Etwa 55.000 bis 65.000 Menschen mussten zuvor in die Umgebung umgesiedelt werden. 1989 wurde die Ortschaft Samosata in der Provinz Adıyaman ebenfalls überflutet. 2000 Einwohner dieser Stadt wurden in die neu gegründete Ortschaft Samsat umgesiedelt (heute 4367 Einwohner).

## Satellitenbild

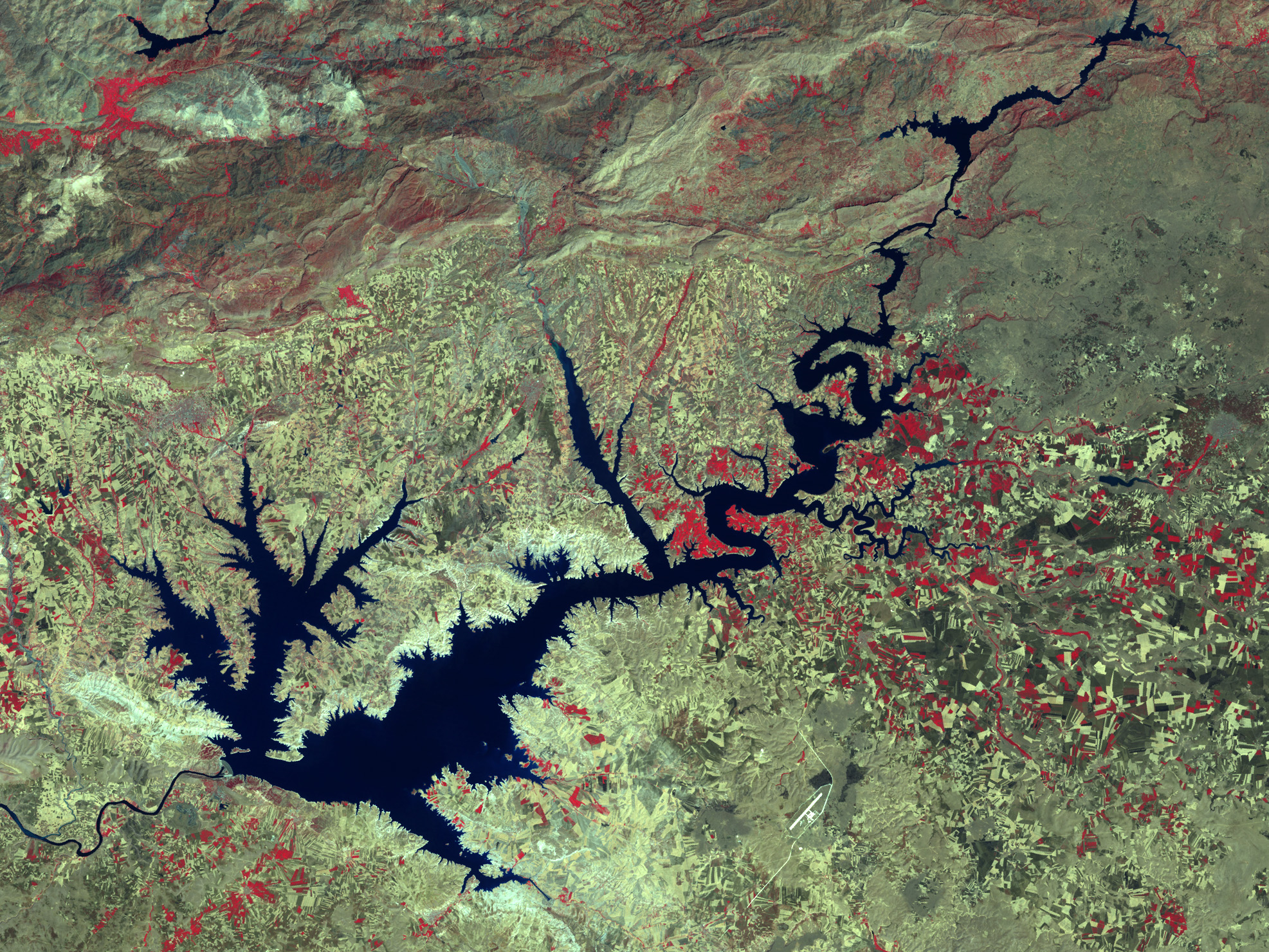
Landsat-Aufnahme (August 2002)